# James Badge Dale
James Badge Dale (n. 1 mai 1978, New York City, New York, SUA) este un actor american. Este cunoscut pentru rolul lui Chase Edmunds în 24 de ore, Robert Leckie în  Pacific, polițistul statal Barrigan în Cârtița de Martin Scorsese, Luke Lewenden în The Grey: La limita supraviețuirii, Eric Savin în Iron Man 3 și Tyrone S. "Rone" Woods în 13 ore: soldații secreți din Benghazi (2016).

## Filmografie

### Film
| An   | Titlu                                  | Rol                    | Note |
| ---- | -------------------------------------- | ---------------------- | --- |
| 1990 | Lord of the Flies (Împăratul muștelor) | Simon                  | Nominalizare la Premiul Young Artist - Ansamblu de tineri remarcabili la cea de-a 12-a ceremonie a Premiilor Young Artist. |
| 2003 | Nola                                   | Ben                    | |
| 2004 | Cross Bronx                            | Rob-O                  | |
| 2005 | The Naked Brothers Band                | Romantic Newlywed      | |
| 2006 | The Departed                           | Barrigan               | |
| 2010 | NoNAMES                                | Kevin                  | A câștigat premiul Copper Wing pentru interpretarea ansamblului la Festivalul de film Phoenix din 2010.                    |
| 2010 | Polish Bar                             | Tommy                  | |
| 2011 | Shame                                  | David                  | |
| 2011 | The Conspirator                        | William Hamilton       | |
| 2012 | The Grey                               | Luke Lewenden          | |
| 2012 | Flight                                 | Gaunt Young Man        | |
| 2013 | Iron Man 3                             | Eric Savin             | |
| 2013 | World War Z                            | Captain Speke          | |
| 2013 | The Lone Ranger                        | Dan Reid               | |
| 2013 | Parkland                               | Robert Oswald          | |
| 2014 | Miss Meadows                           | Sheriff                | |
| 2014 | Stretch                                | Laurent                | |
| 2015 | Echoes of War                          | Wade                   | |
| 2015 | The Walk                               | Jean-Pierre            | |
| 2016 | 13 Hours                               | Tyrone S. "Rone" Woods | |
| 2016 | Spectral                               | Dr. Mark Clyne         | |
| 2017 | Only the Brave                         | Jesse Steed            | |
| 2018 | Little Woods                           | Ian                    | |
| 2018 | Donnybrook                             | Whalen                 | |
| 2018 | The Standoff at Sparrow Creek          | Gannon                 | |
| 2018 | Hold the Dark                          | Donald Marium          | |
| 2019 | Mickey and the Bear                    | Hank Peck              | |
| 2019 | Into the Ashes                         | Sal Porter             | |
| 2019 | The Kitchen                            | Kevin O’Carroll        | |
| 2020 | The Empty Man                          | James Lasombra         | |
| 2020 | Safety                                 | Coach Simmons          | |
| 2021 | Small Engine Repair                    | Badge                  | |
| TBA  | Rebel Ridge                            | TBA                    | |

### Televiziune și jocuri video
| An        | Titlu                             | Rol                     | Note |
| --------- | --------------------------------- | ----------------------- | --- |
| 2002      | Law & Order: Special Victims Unit | Danny Jordan            | Episodul: "Competence" |
| 2003–2004 | 24                                | Chase Edmunds           | 24 episoade; Nominalizare - Outstanding Ensemble la 11th Screen Actors Guild                                                   |
| 2003      | Hack                              | Billy Ryan              | Episodul: "Third Strike" |
| 2004      | Rescue Me                         | Timo Gavin              | 3 episoade |
| 2005      | CSI: Crime Scene Investigation    | Adam Trent              | Episodul: "Committed" |
| 2005      | CSI: Miami                        | Henry Darius            | Episodul: "Felony Flight" |
| 2005      | CSI: NY                           | Henry Darius            | Episodul: "Manhattan Manhunt"                                                                                                  |
| 2006      | 24: The Game                      | Chase Edmunds (voice)   | Joc video |
| 2007      | The Black Donnellys               | Samson Dawlish          | 6 episoade |
| 2007      | Fort Pit                          | Bobby Bonelli           | Film TV |
| 2010      | The Pacific                       | Robert Leckie           | 7 episoade; Nominalizare - ca ansamblu pentru performanță remarcabilă într-un film TV sau miniserie la Premiile Prism din 2011 |
| 2010      | Rubicon                           | Will Travers            | 13 episoade |
| 2020–     | Hightown                          | Ray Abruzzo             | 18 episoade |
| 2022      | Ramy                              | Sheikh Abu Bakar Miller | Episodul: "Merchants in Medina"                                                                                                |
| 2022      | 1923                              | John Dutton Sr.         | Rol secundar; miniserial |